# Lijst van Turkse literaire schrijvers
Bekende schrijvers in de Turkse literatuur:
- Adalet Ağaoğlu
- Alev Alatlı
- Ahmet Altan
- Mehmet Altan
- Oğuz Atay
- Yusuf Atılgan
- Beşir Ayvazoğlu
- Mustafa Balel
- Reşat Nuri Güntekin
- Nazım Hikmet
- Sezai Karakoç
- Refik Halit Karay
- Namık Kemal
- Orhan Kemal
- Yaşar Kemal
- Necip Fazıl Kısakürek
- Ayşe Kulin
- Ayten Mutlu
- Aziz Nesin
- Orhan Pamuk
- Sadık Yalsızuçanlar
- Elif Shafak

## In Nederland woonachtige schrijvers
- Sevtap Baycılı
- Kerim Göçmen
- Halil Gür
- Senay Özdemir
- Numan Özer
- Murat Tuncel
- Ebru Umar
- Sadık Yemni
- Nilgün Yerli
- Ali Şerik
- Özcan Akyol
- Fidan Ekiz
- Murat Isik
- Erdal Balci
- Lale Gül